# Антакерепина
Антакерепина (англ. Andakerebina) — коренной народ Северной территории, Австралия.

## Название
У этнографа Нормана Тиндейла племя носит название антакерепина (англ. Andakerebina). Племя альяварре называет этот народ антакирипина (англ. Antakiripina).
Другие названия племени — унтекерепина (англ. Undekerebina), валвалли (англ. Walwallie), вилли-вилли (англ. Willi-willi), янинто (англ. Yanindo).

## Расселение
Народ живёт на территории площадью 31 000 км². На западе антакерепина граничит с хребтом Тарлтон (англ. Tarlton Range), на востоке — с хребтом Токо (англ. Toko Range) в штате Квинсленд. По предположению Тиндейла, территории этого народа на юго-западе простираются до озера Каролина.
На территории антакерепина находится исток реки Филд (англ. Field River) и низовье реки Хэй (англ. Hay River).